# ルパート・ブラブナー
ルパート・アーノルド・ブラブナー（Rupert Arnold Brabner,DSO DSC、1911年10月29日 - 1945年3月27日）は、イギリスの政治家、軍人。イギリス庶民院議員であり、第二次世界大戦においては、イギリス海軍に勤務し撃墜数5.5を公認されたエース・パイロットであった。

## 政治
エセックスのラフトンに生まれたブラブナーは、ケンブリッジ大学のフェルステッド・スクールとセント・キャサリンズ・カレッジで教育を受けた。彼は銀行家であり、 シンガー＆フリードランダー社の取締役でもあった。
1937年にブラブナーはロンドン郡議会の西ルイシャム選出議員となり、その死まで務めた。1939年7月20日からはケント州ハイス選挙区選出の庶民院議員に選ばれ、後には政府のウィップ（議員への伝達役）に任命された。また、1944年には空軍次官に任命された。
彼と彼の妹のジーン・グウェネス（ともに第二次世界大戦中に死亡）は、ラフトンの実家に設置されたブルー・プラークによって記念されている。ジーン・グウェネスは、セント・ジャイルズ病院の外科医であり、ロンドンへのドイツのV1飛行爆弾攻撃で死亡した。

## 軍歴
ブラブナーは、第二次世界大戦のあいだイギリス海軍予備員の士官であり、艦隊航空隊にパイロットとして務めた。彼は第806飛行隊（1940年11月-1941年3月）、 第805飛行隊 （1941年初頭）に所属したのち、第801飛行隊に配属され、空母イラストリアス搭載、ヘロン航空基地（サマセット州ヨービルトン）駐留、空母イーグル、空母ヴィクトリアス、 空母インドミダブルへの搭載、そしてクレタ島と北アフリカ駐留を経験した。
1941年8月11日から1942年9月まで、ブラブナーは空母イーグル（1942年8月11日戦没）で第801飛行隊の指揮官を務めた。彼はハープーン作戦中の行動に対して殊功勲章を授与された。イーグルの戦没後、彼は北アフリカ上陸作戦に向け空母部隊を率いるクレメント・ムーディー中将の幕僚に任じられた。 1943年、ブラブナーは第五海軍卿（海軍航空を扱う）の海軍補佐官（技術）となった。また1943年8月には、ペデスタル作戦（1942年）中の彼の行動により殊勲十字章を授与されている。
ブラブナーは、その軍歴で敵機撃墜5機を公認されたほか1機を共同撃墜し、他に未確認撃墜記録1機を持つ戦闘機エースであった。
1945年3月、ピーター・ドラモンド空軍元帥と共にB-24リベレーターに搭乗してカナダに赴いたが、同機はアゾレス諸島で消息を絶った。33歳だった。彼はハンプシャー州リー＝オン＝ソレント戦没者墓地のベイ6・パネル2で記念されている。